# Ludo Philippaerts
Ludo Philippaerts (* 21. Juni 1963 in Genk) ist ein belgischer Springreiter und vierfacher Olympiateilnehmer.

## Karriere
Philippaerts nahm bereits an vier Olympischen Spielen teil. In der Einzelwertung rangierte er sowohl bei den Olympischen Spielen 2000 (mit Otterongo van de Kopshoeve) als auch bei den Olympischen Spielen 2004 (mit Parco) auf Rang 4. In Athen belegte er mit dem Team zugleich den 6. Platz. Bei den Olympischen Spielen 1992 wurde er mit Darco Siebenter. Auch an den Olympischen Spielen 1996 nahm Philippaerts teil (mit King Darco).
Bei den Weltreiterspielen 1990 erreichte er mit Darco den sechsten Platz sowohl im Einzel als auch in der Mannschaftswertung. Die Weltreiterspiele 2006 in Aachen schloss er mit Parco im Einzel mit Platz 9 und mit dem Team auf Rang 7 ab. 2006 gewann der die Global Champions Tour. Auch an den Weltreiterspiele 1998 nahm er teil (mit Nura).
Philippaerts nahm an allen Europameisterschaften von 1989 bis 2002 teil. Seine besten Platzierungen bei Europameisterschaften errang er in dem Jahr 2001, als er mit Otterongo van de Kopshoeve Zweiter bei den Europameisterschaften wurde und 2003, als er knapp eine Medaille verpasste und mit Parco Vierter in der Einzelwertung wurde. 2008 gewann Philippaerts mit Winningmood die Weltcupwertungsprüfung in Mechelen.
Ende April 2015 gab Ludo Philippaerts das Ende seiner aktiven Sportlerlaufbahn bekannt. Im Jahr 2020 begann er wieder täglich zu reiten, seit Anfang 2021 nimmt er wieder an internationalen Springprüfungen teil.

## Familie
Philippaerts kommt aus einer reitsportbegeisterten Familie. Sein Bruder Johan Philippaerts und seine Söhne Olivier, Nicola, Thibault und Anthony sind ebenfalls international als Springreiter aktiv.
Mit seiner Frau Veronique und den vier gemeinsamen Kindern lebt er in Meeuwen-Gruitrode.

## Pferde (Auszug)
Außergewöhnlich an der Karriere von Ludo Philippaerts war, dass er seine großen Erfolge fast alle mit Darco oder einem der Nachkommen Darcos erritt.
- Darco (* 1980; † 2006), gekörter dunkelbrauner Belgischer Warmblut-Hengst, Vater: Lugano van la Roche, Muttervater: Codex[6][7]
- King Darco (* 1987; † 2016), dunkelbrauner Belgischer Warmblut-Hengst, Vater: Darco, Muttervater: Flügel van la Roche, nach Ludo Philippaerts von Samantha McIntosh geritten, 2001 nach einer Verletzung aus dem Sport verabschiedet[8][9]
- Verelst Otterongo van de Kopshoeve (* 1991; † 2011), Belgischer Warmblut-Fuchswallach, Vater: Darco, Muttervater: Hedjaz[10][11]
- Parco (* 1992; † 2021), gekörter Belgischer Warmblut-Schimmelhengst, Vater: Darco, Muttervater: Attack Z, 2008 aus dem Sport verabschiedet[12][13][14]
- Kassini Jac (* 1998), Holsteiner Fuchshengst, Vater: Cassini II, Muttervater: Lombard[15]
- Winningmood (* 1999), Belgischer Warmblut-Schimmelhengst, Vater: Darco, Muttervater: Cassini I, seit Mai 2009 von Luciana Diniz geritten[16][17]

## Erfolge

### Championate und Weltcup
- Olympische Spiele
  - 2000, Sydney: 4. Platz im Einzel (Otterongo van de Kopshoeve)
- Weltreiterspiele
  - 1990, Stockholm: 6. Platz mit der Mannschaft und 6. Platz im Einzel (Darco)
  - 1998, Rom: 13. Platz mit der Mannschaft und 68. Platz im Einzel (Nura)
  - 2006, Aachen: 9. Platz mit der Mannschaft und 7. Platz im Einzel (Parco)
- Europameisterschaften:
  - 1983, Geesteren: 5. Platz mit der Mannschaft (Vancouver)
  - 1989, Rotterdam: 6. Platz mit der Mannschaft und 15. Platz im Einzel (Darco)
  - 1991, La Baule: 1. Platz mit der Mannschaft und 19. Platz im Einzel (Darco)
  - 1997, Mannheim: 9. Platz mit der Mannschaft und 26. Platz im Einzel (Krawaat)
  - 1999, Hickstead: 9. Platz mit der Mannschaft und 14. Platz im Einzel (Nura)
  - 2003, Donaueschingen: 4. Platz mit der Mannschaft und 4. Platz im Einzel (Parco)
- Weltcupfinale:
  - 1989, Tampa: 13. Platz mit Darco
  - 1990, Dortmund: 11. Platz mit Darco
  - 1991, Göteborg: 37. Platz mit Darco
  - 2002, Leipzig: 11. Platz mit Parco
  - 2003, Las Vegas: 7. Platz mit Parco
  - 2004, Mailand: 11. Platz mit Parco
  - 2005, Las Vegas: 9. Platz mit Parco
  - 2012, ’s-Hertogenbosch: 31. Platz mit Kassini’Jac
  - 2013, Göteborg: 15. Platz mit Challenge van de Begijnakker